# Nati nel 1999/Senza giorno specificato
| Questa pagina contiene informazioni ricavate automaticamente dalle voci biografiche con l'ausilio del template Bio e di un bot. L'aggiornamento è periodico e automatico e ricostruisce completamente la pagina. Se manca una persona in questa lista, sei pregato di non aggiungerla, ma accertati piuttosto che la sua voce biografica contenga il template Bio e che i dati anagrafici siano correttamente compilati. Se il template Bio manca, inseriscilo tu stesso o, in alternativa, metti l'avviso {{tmp\|Bio}} che ne segnala la mancanza. Se i dati riportati sono sbagliati, correggi direttamente la voce biografica; le modifiche saranno visibili in questa lista entro pochi giorni. Per chiarimenti vedi il progetto biografie. La lista contiene solo le 111 persone che sono citate nell'enciclopedia e per le quali è stato implementato correttamente il template Bio. Pagina aggiornata al 1 gen 2023. |

- Gracie Abrams, cantautrice, attrice e compositrice statunitense
- Jordy Alcívar, calciatore ecuadoriano
- Ladislav Almási, calciatore slovacco
- Alexander Alvarado, calciatore ecuadoriano
- Troy Andersen, giocatore di football americano statunitense
- Shiva, rapper italiano
- Amedeo Bagnis, skeletonista italiano
- Martin Bednár, calciatore slovacco
- Zizou Bergs, tennista belga
- Terrel Bernard, giocatore di football americano statunitense
- Antoine Bernède, calciatore francese
- Bol Bol, cestista sudanese
- Alexander Bolaños, calciatore ecuadoriano
- Nik Bonitto, giocatore di football americano statunitense
- Tobias Børkeeiet, calciatore norvegese
- Róbert Boženík, calciatore slovacco
- Adam Brenkus, calciatore slovacco
- Cara, cantautrice italiana
- Aron Can, rapper islandese
- Camilo Ugo Carabelli, tennista argentino
- Guglielmo Caruso, cestista italiano
- Aidan Cassar, cantautore maltese
- Jesus Castillo, calciatore ecuadoriano
- Johao Chávez, calciatore ecuadoriano
- José Cifuentes, calciatore ecuadoriano
- James Cook, giocatore di football americano statunitense
- Nicolò D'Antino, pallamanista italiano
- Orgilokh Dagvadorj, lottatore mongolo
- Enkhsaikhany Delgermaa, lottatrice mongola
- Victoria Dilfer, pallavolista statunitense
- Danilo Djuricic, cestista canadese
- Luka Dončić, cestista sloveno
- Alfie Doughty, calciatore inglese
- Jhon Espinoza, calciatore ecuadoriano
- Luis Estupiñán, calciatore ecuadoriano
- Joshua Ezeudu, giocatore di football americano statunitense
- Marcus Forss, calciatore finlandese
- Jan Fortelný, calciatore ceco
- Jaimee Fourlis, tennista australiana
- Ulvu Ganizade, lottatore azero
- Chase Garbers, giocatore di football americano statunitense
- Nicolai Grahmez, lottatore moldavo
- Lucie Horsch, flautista olandese
- Ed Ingram, giocatore di football americano statunitense
- Bobur Islomov, lottatore uzbeko
- Travis Jones, giocatore di football americano statunitense
- Kings Kangwa, calciatore zambiano
- Mohammed Salisu, calciatore ghanese
- Emmanouil Karális, astista greco
- Ahmed Khalaf, cestista egiziano
- Batkhuyagiin Khulan, lottatrice mongola
- Louis King, cestista statunitense
- Kelvin Kiptum, maratoneta keniota
- Titas Krapikas, calciatore lituano
- Just Kwaou-Mathey, ostacolista francese
- Romeo Langford, cestista statunitense
- Trevor Lawrence, giocatore di football americano statunitense
- Rafael Leão, calciatore portoghese
- Tamás Lévai, lottatore ungherese
- Tyreek Magee, calciatore giamaicano
- DeAngelo Malone, giocatore di football americano statunitense
- Elisa Marcantoni, artista marziale italiana
- Marta Martin, attrice tedesca
- Marlon Medranda, calciatore ecuadoriano
- Seone Mendez, tennista australiana
- Richard Mina, calciatore ecuadoriano
- Mina Sue Choi, modella sudcoreana
- Terem Moffi, calciatore nigeriano
- Mohammad Reza Mokhtari, lottatore iraniano
- Álex Mola, attore, musicista e modello spagnolo
- Ja Morant, cestista statunitense
- Chad Muma, giocatore di football americano statunitense
- Emmanuel Olapade, lottatore canadese
- Milutin Osmajić, calciatore montenegrino
- Alessandro Pajola, cestista italiano
- Diego Palacios, calciatore ecuadoriano
- Luca Pellegrini, calciatore italiano
- Inês Pereira, calciatrice portoghese
- Nicholas Petit-Frere, giocatore di football americano statunitense
- Thomas Pidcock, ciclista su strada, ciclocrossista e mountain biker britannico
- Joël Piroe, calciatore olandese
- Stiven Plaza, calciatore ecuadoriano
- Matěj Polidar, calciatore ceco
- Alexei Popyrin, tennista australiano
- Tymoteusz Puchacz, calciatore polacco
- Brock Purdy, giocatore di football americano statunitense
- Immanuel Quickley, cestista statunitense
- Sergio Quintero, calciatore ecuadoriano
- Joao Quiñónez, calciatore ecuadoriano
- Cam Reddish, cestista statunitense
- Jurij Rodionov, tennista austriaco
- Jean Carlos Rodríguez, calciatore cubano
- Fabrisio Saïdy, velocista francese
- Daniel Segura, calciatore ecuadoriano
- João Félix, calciatore portoghese
- Serlina, cantante norvegese
- Naorem Roshan Singh, calciatore indiano
- Syrbaz Talgat, lottatore kazako
- Lia Thomas, nuotatrice statunitense
- Tomas Totland, calciatore norvegese
- Gary Trent, cestista statunitense
- Gustavo Vallecilla, calciatore ecuadoriano
- Melissa Vargas, pallavolista cubana
- Austin Wiley, cestista statunitense
- Malik Willis, giocatore di football americano statunitense
- Zach Wilson, giocatore di football americano statunitense
- Wu Yibing, tennista cinese
- Chase Young, giocatore di football americano statunitense
- Carlos Augusto, calciatore brasiliano
- Vinícius da Silva, lottatore brasiliano
- Ersu Şaşma, astista turco